# Dorycephalus baeri
Dorycephalus baeri är en insektsart som beskrevs av Kouchakewitch 1866. Dorycephalus baeri ingår i släktet Dorycephalus och familjen dvärgstritar. Inga underarter finns listade i Catalogue of Life.